# Пфеффікон (Люцерн)
Пфеффікон (нім. Pfeffikon) — село і колишня комуна у Швейцарії, в кантоні Люцерн.
До 2012 року мала статус окремої комуни у складі управлінського округу Зурзее. 1 січня 2013 року увійшла до складу комуни Рікенбах нового виборчого округу Зурзее.
Населення становить 703 особи (на 31 грудня 2006 року). Офіційний код — 1096.

## Відомі люди
- Йорг Дусс — уродженець Пфеффікона, який живе в Таруському районі Калузької області Росії, керівник фонду «Райдуга Таруська».[1][2]